# GRASP
GRASP (англ. General Responsibility Assignment Software Patterns) — набір патернів (шаблонів, принципів), що дозволяють вирішувати проблеми розподілу обов'язків між різними класами. За своєю суттю, цей набір патернів більш абстрактний, ніж загально відомий каталог шаблонів від «Банди чотирьох» (GOF-шаблони).
До складу шаблонів GRASP входить 9 шаблонів:
- Information Expert
- Creator
- Low Coupling
- High Cohesion
- Controller
- Polymorphism
- Pure Fabrication
- Indirection
- Protected Variations

Відомо дев'ять GRASP шаблонів, спочатку описаних у книзі Крейга Ларман «Застосування UML і шаблонів проектування». На відміну від звичних читачеві патернів з Банди Чотирьох, GRASP патерни не мають вираженої структури, чіткої області застосування і конкретної розв'язуваної проблеми, а лише являють собою узагальнені підходи / рекомендації / принципи, використовувані при проектуванні дизайну системи. «Applying UML and Patterns — An Introduction to Object-Oriented Analysis and Design and Iterative Development»

### Предметна область
Для детальнішого розуміння читачем GRASP шаблонів, будуть описані приклади їх використання з предметної області морських вантажоперевезень.
Судноплавна компанія «Навігатор +» є найбільшим постачальником послуг морських вантажоперевезень. Головний офіс компанії складається з трьох відділів: відділ по роботі з клієнтами, відділ диспетчеризації рейсів, відділ комплектації рейсів. Менеджери з відділу по роботі з клієнтами оформляють договори на доставку вантажу з пункту А в пункт В. Диспетчери з відділу диспетчеризації рейсів відстежують становище суден. Адміністратори з відділу комплектації рейсів формують вантажні рейси на підставі договорів з клієнтами.

#### Інформаційний експерт (Information Expert)
Шаблон інформаційний експерт є базовим і в той же час найбільш очевидним з дев'яти. Інформаційний експерт описує основоположні принципи призначення обов'язків класам і об'єктам. Відповідно до опису, інформаційним експертом (об'єктом наділеним деякими обов'язками) є об'єкт, що володіє максимумом інформацією, необхідною для виконання призначених обов'язків.
Як приклад можна розглянути підрахунок загальної кількості вантажу і його вартості як на певному рейсі, так і узагальнено для всіх рейсів компанії.

Застосування шаблону інформаційний експерт підвищує зв'язність модулів і не суперечить властивості інкапсуляції.

#### Творець (Creator)
Клас повинен створювати екземпляри тих класів, які він може:
- Утримувати або агрегувати;
- записувати;
- використовувати;
- Ініціалізувати, маючи потрібні дані.

Так застосовується шаблон «Інформаційний експерт» (дивіться пункт №1) в питаннях створення об'єктів.
Альтернатива - шаблон «Абстрактна фабрика» (створення об'єктів концентрується в окремому класі).

#### Низька зв'язаність (Low Coupling) і Високе зачеплення (High Cohesion)
Мабуть в будь-якій літературі з об'єктно-орієнтованого проектування зустрічаються ці два поняття. Вважається, що будь-яка спроектована система, повинна задовольняти принципам низькою зв'язності і високого зачеплення модулів. Відповідність даним шаблонами дозволяє легко модифікувати і супроводжувати програмний код а також підвищує ступінь його повторного використання.
Розглянемо поняття міри зв'язності модулів і міри зачеплення модуля. Міра зв'язності модулів визначається кількістю інформації яку має один модуль про природу іншого. У свою чергу, міра зачеплення модуля визначається ступенем сфокусованості його обов'язків.
Варто відзначити, що існують методології, згідно з якими міри зв'язності і зачеплення можна оцінити за шкалою від 1 до 10 для конкретного випадку. Однак, в рамках даної статті вони не розглядаються.
Прикладом хорошого дизайну системи може служити набір утиліт GNU Binutils для Linux. У ньому кожна утиліта (якщо її розглядати як модуль) виконує лише мінімальні обов'язки (високе зачеплення) і майже нічого не знає про природу інших утиліт (низька зв'язність), у зв'язку з чим може бути легко замінена на аналог в деякому варіанті використання.

#### Стійкий до змін (Protected Variations)
Проблема модифікації системи найбільш актуальна в умовах вимог, що динамічно змінюються. Найчастіше вдається виділити так звані точки нестійкості системи, які найчастіше будуть схильні до зміни / модифікації. Тоді, сутність шаблону "стійкий до змін" полягає в усуненні точок нестійкості, шляхом визначення їх як інтерфейсів і реалізації для них різних варіантів поведінки.
Наприклад, розглянемо ситуацію розширення спектра послуг компанії «Навігатор +». Будемо вважати, що судноплавна компанія почала займатися пасажирськими перевезеннями. Для цього, реалізуємо точку стійкості системи — сутність, що перевозиться (Entity).

#### Контролер (Controller)
Контролер відповідає за обробку вхідних системних подій, делегуючи обов'язки по їх обробці компетентним класам. У загальному випадку, контролер реалізує один або кілька варіантів використання.
Відомо поняття зовнішнього контролера (Front Controller), який представляє всю систему в цілому (агрегує весь функціонал системи в одному класі).
Прикладом контролера є клас Administrator, який реалізує варіант використання системи адміністратором з відділу комплектації рейсів.
Використання контролерів дозволяє відокремити логіку від представлення, тим самим підвищуючи можливість повторного використання коду.

#### Поліморфізм (Polymorphism)
Шаблон поліморфізм дозволяє обробляти альтернативні варіанти поведінки на основі типу. При цьому, альтернативні реалізації наводяться до узагальненого інтерфейсу.
Розглянемо інтеграцію системи з зовнішніми компонентами розрахунку тарифів на перевезення вантажу. Класи LocalTarificator і WorldWideTarificator є адаптерами до відповідних зовнішніх компонентів.
Застосування шаблону поліморфізм дозволяє в майбутньому легко модифікувати систему.
Слід зауважити, що композиція, на відміну від поліморфізму, в більшості випадків, є кращою реалізацією бізнес-вимог - написаний код краще підтримується, змінюється, розширюється
 [Архівовано 24 червня 2017 у Wayback Machine.]

#### Чиста вигадка (Pure Fabrication)
Існує поняття моделі програмування по предметній області, згідно з якою, кожній сутності з предметної області відповідає один або більше класів програмного середовища. При цьому, обов'язки взаємодії сутностей, як правило накладаються на них самих. Такий підхід має очевидний недолік — висока зв'язність модулів системи. Шаблон чиста вигадка дозволяє вирішити дану проблему, шляхом введення в програмне середовище додаткового класу (що не відображає реальної сутності з предметної області) і наділяє його необхідними обов'язками.
Наприклад, обов'язки по зберіганню інформації про клієнтів судноплавної компанії можна призначити вигаданому класу ClientsSaver.
Застосування шаблону чиста вигадка дозволяє дизайну системи відповідати принципам низької зв'язності і високого зачеплення.

#### Перенаправлення (Indirection)
Шаблон перенаправлення реалізує низьку зв'язність між класами, шляхом призначення обов'язків щодо їхньої взаємодії додатковому об'єкту — посереднику.
Прикладом даного шаблону може служити клас ClientsSaver (див. Чиста вигадка), який є проміжним шаром між сутностями клієнтів і сховищем, в якому вони будуть збережені. Крім того, контролер з тріади MVC є посередником між даними їх представленнями.